# Burnsius adepta
Burnsius adepta is een vlindersoort uit de familie van de dikkopjes (Hesperiidae). De wetenschappelijke naam van de soort werd in 1884 als Pyrgus adepta gepubliceerd door Carl Plötz.

## Verspreiding
De soort komt voor in Midden- en Zuid-Amerika (van Mexico tot Colombia) en op Aruba, Bonaire en Curaçao. 